# Kékszárnyú álszajkó
A kékszárnyú álszajkó (Trochalopteron squamatum) a madarak osztályának verébalakúak (Passeriformes) rendjébe és a Leiothrichidae családjába tartozó faj.

## Rendszerezése
A fajt John Gould angol ornitológus írta le 1835-ben, az Ianthocincla nembe Ianthocincla squamata néven. Sorolták a Garrulax nembe Garrulax squamatus néven.

## Előfordulása
Dél- és Délkelet-Ázsiában, Bhután, Kína, India, Mianmar, Nepál és Vietnám területén honos. Természetes élőhelyei a szubtrópusi vagy trópusi hegyi esőerdők és magaslati cserjések, valamint folyók és patakok környéke. Állandó, nem vonuló faj.

## Megjelenése
Testhossza 25 centiméter, testtömege 70-84 gramm.

## Életmódja
Rovarokkal, bogyókkal és magvakkal táplálkozik.

## Természetvédelmi helyzete
Az elterjedési területe rendkívül nagy, egyedszáma viszont csökken, de még nem éri el a kritikus szintet. A Természetvédelmi Világszövetség Vörös listáján nem fenyegetett fajként szerepel.